# ひめか先生の言う通り!
『ひめか先生の言う通り!』（ひめかせんせいのいうとおり）は、かわもりみさきによる日本の漫画作品。

## あらすじ
鈴懸大学2年生・岡田和正が自宅アパートへ帰ると、そこには見覚えのない美女が眠っていた。その後、目を覚ました彼女は「お邪魔したお詫びに何でもする」と告げる。すると、和正は「あなたの肉体が欲しい」と性的関係を求めた。その願いを聞いた途端、美女は「私でよければ」と受け入れてくれ、和正は思わぬ形で童貞を卒業する。その最中、畳にこぼれた鮮血を発見し、彼女が処女であることが判明する。

## 登場キャラクター
岡田和正（おかだ かずまさ）
本作の主人公。鈴懸大学2年生、美術科専攻。

剣持ひめか（けんもち ひめか）
本作のヒロイン。妖艶な美貌と豊麗なプロポーションを併せ持つ女教諭。
第1話の冒頭にて、和正の初めての人となる。
塚原杏奈（つかはら あんな）
和正の1歳下の幼馴染。鈴懸大学1年生、美術科専攻。

新屋敷沙弓（しんやしき さゆみ）

鷹森蘭子（たかもり らんこ）

小柴真奈美（こしば まなみ）

## 書誌情報
- かわもりみさき 『ひめか先生の言う通り!』 エンジェル出版〈エンジェルコミックス〉、全2巻
  1. 2012年8月17日発売 ISBN 978-4-87306-437-6[1]
  2. 2013年10月3日発売 ISBN 978-4-87306-528-1[2]